# حسين أحمد النجمي
حسين أحمد النجمي شاعر سعودي، اسمه حسين أحمد يحيى محمد النجمي، ابن عالم الدين السعودي الشيخ أحمد بن يحيى النجمي، ولد عام 1381 هـ الموافق 1961 في قرية النجامية التابعة لمحافظة صامطة من منطقة جازان جنوب المملكة العربية السعودية.

## تعليمه
تربى النجمي على يدي والده الشيخ أحمد بن يحيى النجمي، ونهل من مكتبته، ثم أكمل مراحل دراسته الابتدائية في مدرسة الملك خالد والمتوسطة والثانوية في المعهد العلمي في صامطة، بعدها انتقل إلى أبها حاضرة منطقة عسير حيث درس في جامعة الإمام محمد بن سعود الإسلامية فرع الجنوب آنذاك (جامعة الملك خالد حاليا) وتخرج في كلية أصول الدين عام 1985.

## أعماله
يعمل النجمي بعد تخرجة من أبها مدرسا بأحد مدارس أبها منذ عام 1405 هـ، وانضم إلى نادي أبها الأدبي، وبدأ في نشر قصائده في الصحف والمجلات، وخاصة الملاحق الأدبية مثل ملحق الندوة الأدبي، وملحق الأربعاء بجريدة المدينة وملحق جريدة الجزيرة، وملحق جريدة الرياض كما وشارك في العديد من الأمسيات الشعرية في أغلب الأندية الأدبية السعودية، وشارك في العديد من المناسبات العامة والخاصة، وفاز النجمي بجائزة أبها في مجال الشعر مرتين عام 1413 هـ عن ديوانه تأملات على مرافيء الغربة، وعام 1422 هـ عن مجموعة أعماله الشعرية.

## دواوينه
للنجمي سته دواوين مطبوعة هي:
- ديوان ألم وأمل عام 1405 هـ 1984.
- ديوان خفقات قلب عام 1406 هـ 1986.
- ديوان عيناك في وقت الرحيل عام 1409 هـ 1989.
- ديوان تأملات على مرافئ الغربة عام 1417 هـ 1996.
- ديوان باقة من فل جازان عام 1422 هـ.
- ديوان قُبلة على جبين الوطن عام 1427هـ.[4]